# Comtat de l'Alcúdia
El comtat de l'Alcúdia és un títol nobiliari creat pel rei Felip IV el 2 de desembre del 1645, data en què va atorgar el títol de comte al cavaller valencià Gonçal Escrivà d'Íxer (València 1614-1652), pertanyent a l'estament militar del regne de València i titular del senyoriu de L'Alcúdia, població valenciana de la Ribera del Xúquer, la qual esdevenia “comtat”. L'expedició oficial del títol es va formalitzar a Madrid el 23 de febrer de l'any 1646.

## Orígens
El senyoriu de l'Alcúdia havia sorgit arran de la conquesta cristiana del territori valencià, quan el 1238, Jaume el Conqueridor en va fer donació al cavaller Pere de Montagut, qui atorgà carta de població a 54 repobladors cristians l'any 1252.
A la segona meitat del segle xvi, Maria, filla d'Àngela Montagut i Vilanova de Ribelles, senyora de l'Alcúdia, es casà amb Gonçal d'Íxer, baró de Xaló. I ja al segle xvii, el net d'aquest matrimoni, Gonçal Escrivà (a qui li fou concedit el títol de comte) inaugurava el llinatge específic dels Escrivà d'Íxer en ajuntar els cognoms patern (era fill d'Onofre Escrivà de Romaní i Mateu) i matern (sa mare era Jerònima d'Íxer).

## Titulars
| Comtes de l'Alcúdia (creació per Felip IV el 1645) | Comtes de l'Alcúdia (creació per Felip IV el 1645) | Comtes de l'Alcúdia (creació per Felip IV el 1645) |
| -------------------------------------------------- | -------------------------------------------------- | -------------------------------------------------- |
| I                                                  | Gonçal Escrivà d'Íxer                              | 1645 - 1652                                        |
| II                                                 | Onofre Vicent Escrivà d'Íxer i de Montpalau        | 1652 - 1688                                        |
| III                                                | Baltasar Escrivà d'Íxer i Montsoriu                | 1688 - 1738                                        |
| IV                                                 | Joaquim de Castellví                               | 1742 - 1760                                        |
| V                                                  | Joaquim Antoni de Castellví                        | 1760 - 1800                                        |
| VI                                                 | Josepa Domènica Català de Valeriola                | 1800 - 1814                                        |
| VII                                                | Antonio de Saavedra y Jofré                        | 1818 - 1842                                        |
| VIII                                               | Antonio de Saavedra y Frígola                      | 1842 - 1871                                        |
| IX                                                 | Antonio de Saavedra y Rodríguez-Guerra             | ?                                                  |
| X                                                  | Antonio de P. Saavedra y Fontes                    | 1924 - 1936                                        |
| XI                                                 | Antonio Manuel de Saavedra y Llanza                | fins 2005                                          |
| XII                                                | María Asunción de Saavedra y Bes                   | des de 2005                                        |